# Bruce McLaren
(Bruce McLaren, From the Cockpit)
Bruce Leslie McLaren (Auckland, 30 agosto 1937 – Goodwood, 2 giugno 1970) è stato un pilota automobilistico e ingegnere neozelandese di auto da corsa. Il suo nome sopravvive nel McLaren F1 Team, uno dei più importanti del campionato di Formula 1.

## Carriera

### Gli esordi
Figlio di Les e Ruth McLaren, i genitori erano proprietari di una stazione di servizio e di un'officina a Remuera, Auckland. Bruce passava tutto il suo tempo nell'officina. All'età di nove anni gli venne diagnosticata la malattia di Legg-Calvé-Perthes. Nonostante i medici gli avessero predetto che non avrebbe più camminato, dopo due anni in trazione riuscì a riprendere le normali funzioni delle gambe, pur continuando a zoppicare leggermente, con la gamba sinistra più corta della destra.
Les McLaren restaurò una vecchia Austin 7 Ulster che il giovane Bruce usò nel 1952, all'età di quindici anni, per partecipare a una corsa in salita. Due anni dopo prese parte alla sua prima vera gara in circuito, dimostrando buone doti. Passò dalla Austin ad una Ford 10 special e ad una Austin-Healey, quindi alla Cooper-Climax di F2. Iniziò immediatamente a modificarla e migliorarla; in questo eccelse e fu secondo nel campionato neozelandese del 1957-58.
La sua prestazione nel Gran Premio di Nuova Zelanda del 1957 fu notata da Jack Brabham, che lo avrebbe in seguito invitato a correre per lui. L'organizzazione del Gran Premio Internazionale di Nuova Zelanda lo selezionò per il suo programma Driver in Europe, che mirava a dare ai piloti neozelandesi più promettenti la possibilità di passare un intero anno a fare esperienza con i migliori del mondo. McLaren fu il primo vincitore e Chris Amon lo seguì poi.
McLaren andò alla Cooper e vi restò sette anni. Corse in Formula 2 e fu iscritto al Gran Premio di Germania del Nürburgring, nel quale le auto di F1 e F2 correvano assieme. Stupì arrivando primo tra le F2 e quinto in classifica generale.

### Formula 1
McLaren si unì alla squadra di F1 della Cooper, al fianco di Jack Brabham, nel 1958 e vinse il Gran Premio degli Stati Uniti 1959, all'età di 22 anni, diventando il più giovane vincitore di GP fino a quell'epoca (43 anni dopo, un altro neozelandese, Scott Dixon, divenne il più giovane vincitore su auto a ruote scoperte, quando all'età di 20 anni, 9 mesi e 14 giorni vinse il Gran Premio di Lehigh Valley della formula Indycar).
McLaren vinse anche il Gran Premio di Monaco 1962 e l'anno seguente fondò la Bruce McLaren Motor Racing Ltd, ma continuò a correre e vincere con la Cooper (GP di Nuova Zelanda del 1965). Bruce è ancora tra i 10 piloti più giovani della storia ad aver vinto un Gran Premio di Formula 1.

### 24 Ore di Le Mans
Nel 1965, McLaren e il copilota Ken Miles gareggiarono con una Ford GT40 nella 24 Ore di Le Mans. La vettura era in testa dopo 45 giri ma si ritirò a causa di un guasto al cambio. 
Nel 1966, McLaren e il copilota Chris Amon vinsero la gara con una Ford GT40, Vi fu un finale con le tre Ford affiancate (vi era anche Denny Hulme), Ken Miles, che aspettò prima del traguardo i compagni di scuderia, tagliò il traguardo per primo ma aveva percorso meno distanza a causa della partenza in stile Le Mans.

### Pilota e costruttore

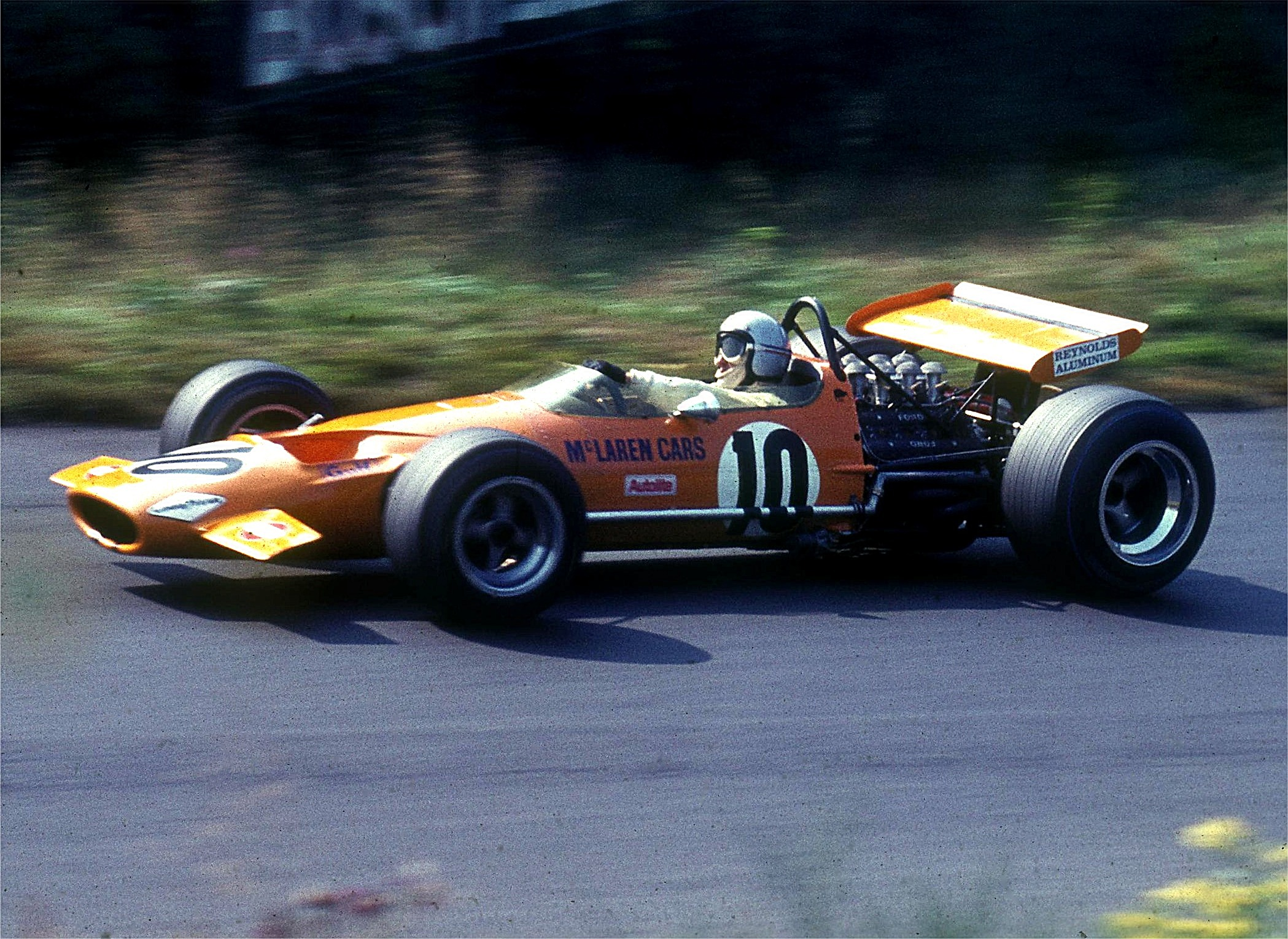
Bruce McLaren su McLaren M7C al GP Germania 1969

McLaren lasciò la Cooper e diede vita alla sua squadra corse, con il copilota Denny Hulme (anch'egli neozelandese, che divenne campione del mondo nel 1967). Vinse il primo GP su una sua auto a Spa nel 1968 mentre Hulme vinse due volte su una McLaren-Ford. Fu nella progettazione che McLaren mostrò fiuto e ingegnosità. Quando la serie CanAm divenne popolare tra gli appassionati di Canada e USA, le nuove McLaren finirono due volte seconde e due volte terze in sei gare. Nel 1967 vinsero cinque delle sei gare e nel 1968 quattro su sei. L'anno seguente le McLaren si dimostrarono imbattibili vincendo 11 gare su 11. In una gara occuparono le prime tre posizioni (McLaren, Hulme e Dan Gurney).

### La morte
McLaren perse la vita su una sua vettura da CanAm: stava provando la nuova McLaren M8D sul circuito di Goodwood quando, per la dimenticanza dei meccanici che non gli avevano fissato la carrozzeria, uscì di strada sul rettilineo di Lavant e andò a sbattere contro una torretta di commissari abbandonata. Bruce McLaren è sepolto nel cimitero di Waikumete, ad Auckland. Nel 1991 fu inserito nella International Motorsports Hall Of Fame.

## Opere
- From the cockpit (1964): Il libro è un'autobiografia in cui McLaren racconta la sua carriera nel mondo delle corse automobilistiche, dalla sua infanzia in Nuova Zelanda fino alla fondazione del team McLaren Racing. Il libro offre una prospettiva unica sulla storia delle corse automobilistiche e sulle esperienze personali di McLaren nel mondo della Formula 1. From the Cockpit permette di conoscere meglio la vita e la carriera di Bruce McLaren attraverso le sue stesse parole, consentendo ai lettori di immergersi nelle sue avventure e nei suoi pensieri nel corso degli anni.[3]

## Risultati in F1
| 1958 | Scuderia | Vettura |  |  |  |  |  |  |  |   |  |  |    |  |  | Punti | Pos. |
| ---- | -------- | ------- |  |  |  |  |  |  |  | - |  |  | -- |  |  | ----- | ---- |
| 1958 | Cooper   | T45     |  |  |  |  |  |  |  | 5 |  |  | 13 |  |  | 0*    | -º   |

| 1959 | Scuderia | Vettura |   |  |  |   |   |     |     |     |   |  |  |  |  | Punti | Pos. |
| ---- | -------- | ------- | - |  |  | - | - | --- | --- | --- | - |  |  |  |  | ----- | ---- |
| 1959 | Cooper   | T51     | 5 |  |  | 5 | 3 | Rit | Rit | Rit | 1 |  |  |  |  | 16,5  | 6º   |

| 1960 | Scuderia | Vettura   |   |   |  |     |   |   |   |   |  |   |  |  |  | Punti   | Pos. |
| ---- | -------- | --------- | - | - |  | --- | - | - | - | - |  | - |  |  |  | ------- | ---- |
| 1960 | Cooper   | T51 e T53 | 1 | 2 |  | Rit | 2 | 3 | 4 | 2 |  | 3 |  |  |  | 34 (37) | 2º   |

| 1961 | Scuderia | Vettura |   |    |     |   |   |   |   |   |  |  |  |  |  | Punti | Pos. |
| ---- | -------- | ------- | - | -- | --- | - | - | - | - | - |  |  |  |  |  | ----- | ---- |
| 1961 | Cooper   | T55     | 6 | 12 | Rit | 5 | 8 | 6 | 3 | 4 |  |  |  |  |  | 11    | 8º   |

| 1962 | Scuderia | Vettura |     |   |     |   |   |   |   |   |   |  |  |  |  | Punti   | Pos. |
| ---- | -------- | ------- | --- | - | --- | - | - | - | - | - | - |  |  |  |  | ------- | ---- |
| 1962 | Cooper   | T60     | Rit | 1 | Rit | 4 | 3 | 5 | 3 | 3 | 2 |  |  |  |  | 27 (32) | 3º   |

| 1963 | Scuderia | Vettura |   |   |     |    |     |     |   |    |     |   |  |  |  | Punti | Pos. |
| ---- | -------- | ------- | - | - | --- | -- | --- | --- | - | -- | --- | - |  |  |  | ----- | ---- |
| 1963 | Cooper   | T66     | 3 | 2 | Rit | 12 | Rit | Rit | 3 | 11 | Rit | 4 |  |  |  | 17    | 6º   |

| 1964 | Scuderia | Vettura   |     |   |   |   |     |     |     |   |     |   |  |  |  | Punti | Pos. |
| ---- | -------- | --------- | --- | - | - | - | --- | --- | --- | - | --- | - |  |  |  | ----- | ---- |
| 1964 | Cooper   | T66 e T73 | Rit | 7 | 2 | 6 | Rit | Rit | Rit | 2 | Rit | 7 |  |  |  | 13    | 7º   |

| 1965 | Scuderia | Vettura   |   |   |   |     |    |     |     |   |     |     |  |  |  | Punti | Pos. |
| ---- | -------- | --------- | - | - | - | --- | -- | --- | --- | - | --- | --- |  |  |  | ----- | ---- |
| 1965 | Cooper   | T73 e T77 | 5 | 5 | 3 | Rit | 10 | Rit | Rit | 5 | Rit | Rit |  |  |  | 10    | 9º   |

| 1966 | Scuderia | Vettura |     |    |  |   |    |  |  |   |     |  |  |  |  | Punti | Pos. |
| ---- | -------- | ------- | --- | -- |  | - | -- |  |  | - | --- |  |  |  |  | ----- | ---- |
| 1966 | McLaren  | M2B     | Rit | NP |  | 6 | NP |  |  | 5 | Rit |  |  |  |  | 3     | 16º  |

| 1967 | Scuderia      | Vettura       |  |   |     |  |     |     |     |   |     |     |     |  |  | Punti | Pos. |
| ---- | ------------- | ------------- |  | - | --- |  | --- | --- | --- | - | --- | --- | --- |  |  | ----- | ---- |
| 1967 | McLaren Eagle | M4B e M5A T1G |  | 4 | Rit |  | Rit | Rit | Rit | 7 | Rit | Rit | Rit |  |  | 3     | 14º  |

| 1968 | Scuderia | Vettura |  |     |     |   |     |   |   |    |     |   |   |   |  | Punti | Pos. |
| ---- | -------- | ------- |  | --- | --- | - | --- | - | - | -- | --- | - | - | - |  | ----- | ---- |
| 1968 | McLaren  | M7A     |  | Rit | Rit | 1 | Rit | 8 | 7 | 13 | Rit | 2 | 6 | 2 |  | 22    | 5º   |

| 1969 | Scuderia | Vettura   |   |   |   |     |   |   |   |   |   |     |    |  |  | Punti | Pos. |
| ---- | -------- | --------- | - | - | - | --- | - | - | - | - | - | --- | -- |  |  | ----- | ---- |
| 1969 | McLaren  | M7A e M7C | 5 | 2 | 5 | Rit | 4 | 3 | 3 | 4 | 5 | Rit | NP |  |  | 26    | 3º   |

| 1970 | Scuderia | Vettura |     |   |     |  |  |  |  |  |  |  |  |  |  | Punti | Pos. |
| ---- | -------- | ------- | --- | - | --- |  |  |  |  |  |  |  |  |  |  | ----- | ---- |
| 1970 | McLaren  | M14A    | Rit | 2 | Rit |  |  |  |  |  |  |  |  |  |  | 6     | 14º  |

| Legenda | 1º posto     | 2º posto | 3º posto    | A punti         | Senza punti/Non class.  | Grassetto – Pole position Corsivo – Giro più veloce |
| Legenda | Squalificato | Ritirato | Non partito | Non qualificato | Solo prove/Terzo pilota | Grassetto – Pole position Corsivo – Giro più veloce |

## Filmografia
- McLaren, film del 2017 diretto da Roger Donaldson.
- McLaren è stato interpretato da Benjamin Rigby nel film del 2019 Le Mans '66 - La grande sfida.